# Электродистанционная система управления
Электродистанционная система управления (ЭДСУ, англ. Fly-by-Wire) — система управления летательным аппаратом, обеспечивающая передачу управляющих сигналов от органов управления в кабине экипажа (например, от ручки управления самолётом, педалей руля направления) к исполнительным приводам аэродинамических поверхностей (рулей и взлётно-посадочной механизации крыла) в виде электрических сигналов.
Различают два типа ЭДСУ:
- ЭДСУ с полной ответственностью (без механического резерва);
- ЭДСУ с механическим резервом.

Под механическим резервом понимают возможность перехода на управление посредством механической проводки в случае отказа ЭДСУ. (Например, на самолётах компании Boeing). В самолётах Airbus (кроме A-350) механически резервируется только управление рулём направления и переставным стабилизатором, чего, при соответствующей подготовке экипажа, достаточно для завершения полёта. По состоянию на 2022 год ни на одном из более чем 10 тысяч самолётов Airbus за всю историю их эксплуатации механическое резервирование не потребовалось.
Примером ЭДСУ с полной ответственностью является ЭДСУ самолётов Як-130, F-16, Сухой Суперджет-100 и Airbus A350, ЭДСУ с механическим резервом — на самолётах Ту-160, Су-27, Ту-204, Ан-148, Boeing 777.

## История
Исторически появление ЭДСУ было связано с ростом лётно-технических характеристик летательных аппаратов и сопутствующих этому росту технических проблем.
Долгое время система управления самолётов была чисто механической. Все усилия от штурвала и педалей напрямую передавались к рулям посредством тросовой проводки, проложенной на шкивах внутри конструкции планера, при этом рулевые машины автопилота (там, где он вообще был установлен) включались параллельно в проводку управления. В дальнейшем тросовая проводка была заменена трубчатыми тягами, как выдерживающая большие усилия и менее подверженная деформациям. С ростом высот и скоростей появились гидроусилители, помогающие пилоту, так как человеческих сил для привода механизмов самолёта стало уже просто не хватать. В дальнейшем рост лётно-технических характеристик самолётов потребовал установки необратимых гидроусилителей, которые уже полностью брали на себя нагрузки от рулей, а для имитации привычных лётчику усилий потребовалось устанавливать на самолёты сложную систему имитации — пружинные загружатели и механизмы эффекта триммирования, причём управление силовыми бустерами уже осуществлялось по дифференциальной системе — трубчатые тяги от штурвала/педалей передавали перемещения не напрямую, а через двухплечевые (дифференциальные) качалки. Одно плечо такой качалки было подключено на управление от лётчика, а второе плечо — от рулевой машины (агрегата) автопилота, и результирующее перемещение приходило на силовой бустер и, соответственно, управляющую поверхность самолёта.
Данное техническое решение позволило, помимо штурвального управления от лётчика или автоматического управления от автопилота, также реализовать коррекцию от бортовой  автоматики передаточного коэффициента в продольном канале, то есть теперь полный угол отклонения руля высоты при неизменном расходе колонки штурвала (ручки управления) менялся в зависимости от текущих условий полёта, в первую очередь от скоростного напора (высоты и скорости полёта). Теперь система управления ЛА, изначально рассчитанная и оптимизированная для наиболее выгодного (одного) режима полёта позволяла достаточно эффективно и безопасно управлять полётом на разных режимах. И если пассажирский лайнер почти весь полёт (кроме взлёта и посадки) летит на наиболее выгодном режиме (и под этот режим спроектирована его система управления), то на боевых  летательных аппаратах, выполняющих задачи в широком диапазоне высот и скоростей, автоматическое изменение передаточных коэффициентов на рули сделало для лётчика полёт значительно более лёгким и единообразным, а введение переменных ограничений на углы отклонение рулей в зависимости от режима полёта (например, по предельной  перегрузке) повысило безопасность полётов в целом и способствовало продлению ресурса планера ЛА.
Подобные технические решения к 60—70-м годам 20-го века получили достаточно широкое распространение. Однако, такая система управления при множестве положительных качеств также имела массу недостатков, в частности, она была технически сложной, громоздкой и тяжёлой. Гораздо перспективнее было бы отказаться от механических тяг и части промежуточных электро- и гидравлических агрегатов, заменив всё это электронной аппаратурой, с управлением конечными силовыми агрегатами системы управления по проводам. Однако осуществить такую замену мешало то, что имевшаяся тогда электроника не была достаточно надёжной.
И только с развитием радиоэлектроники каналы электродистанционного управления стали постепенно внедряться. В советской авиации на серийном самолёте-бомбардировщике Ту-22М (1971 год) впервые в отечественной практике был применён электродистанционный канал по крену — четырёхканальная система дистанционного управления интерцепторами ДУИ-2М. Так как на предшественнике Ту-22 применялась механическая проводка с гидроусилителями, самолёт имел огромное количество проблем, связанных с устойчивостью и управляемостью, а из-за нагрева тяг при сверхзвуковом полёте возникало самопроизвольное перемещение штурвала, порою достигавшее запредельных величин. Установка электродистанционной системы с интерцепторами полностью решила данную проблему, позволила легко автоматизировать управление по крену и конструктивно освободила заднюю часть крыла под высокоэффективные закрылки.
Система ДУИ-2М построена по принципу: снятие сигнала угла поворота штурвала производится блоком синусно-косинусных трансформаторов СКТ, после чего сдвиг фаз относительно опорного фазирования сети 36 вольт 400 герц преобразуется в пропорциональный двухполярный сигнал постоянного тока плюс-минус 25 вольт, где ноль напряжения соответствует нулевому положения штурвала. Постоянное напряжение относительно опорной точки усиливается интегральными усилителями постоянного тока и далее поступает на усилители мощности на мощных биполярных транзисторах, которые управляют четырёхканальными электрогидравлическими рулевыми агрегатами РА-57. Агрегаты являются промежуточными механизмами управления силовыми рулевыми гидроприводами РП-64. Система выполнена с четырёхкратным электронным резервированием и дополнительным автоматическим резервным каналом по крену в канале тангажа (отдельный рулевой агрегат на стабилизаторе в режиме «ножниц»). Технически система состоит из 4-х усилительно-коммутационных блоков (легкосъёмные блоки кассетного исполнения с двусторонним печатным монтажом микросборок), блока встроенного контроля, датчика штурвала, ручки управления тормозом (интерцепторы на Ту-22М одновременно являются воздушными тормозами), двух рулевых приводов и пульта управления (коммутации) каналами рулевых приводов.
При разработке высокоманёвренного самолёта Су-27 (1981 год) было решено, что самолёт будет статически неустойчивым при дозвуковых скоростях. При исследованиях по данной теме выяснилось, что классическая дифференциальная система управления с управлением от лётчика и коррекцией от САУ не обладает должным быстродействием и точностью, поэтому для Су-27 была разработана система дистанционного управления СДУ-10 с электродистанционным каналом (только) по тангажу. Эта система, помимо дистанционного управления (без механической проводки)  стабилизатором, также решает задачи устойчивости и управляемости данного ЛА по крену и курсу. В канале тангажа она выполнена 4-х канальной, курса и крена — трёхканальной.
Стратегический ракетоносец Ту-160 (первый полёт в 1981 году) оборудован полностью дистанционной (по всем каналам управления) автоматической бортовой системой управления АБСУ-200 с четырёхкратным резервированием.
Первым серийным американским самолётом с аналоговой ЭДСУ стал A-5 «Виджилент» (начало эксплуатации 1961 год).
Несколько позже ЭДСУ появились и на пассажирских самолётах (впервые — на Airbus A320 и Ту-204). Большинство современных пассажирских и военных самолётов оснащены полностью дистанционной, по всем каналам, системой управления, а сейчас уже вместо обработки аналоговых сигналов применяется цифровой.

## Принцип действия
В отличие от механических и бустерных систем управления, где воздействия от органов управления в кабине к управляющим поверхностям (элеронам, рулю высоты и т. д.) или силовым приводам передаются посредством механической проводки, включающей в себя тяги, качалки, тросы, шкивы и т. д., в ЭДСУ эти воздействия передаются с помощью электрических сигналов.
Механические перемещения рычагов управления в кабине самолёта с помощью установленных на них датчиков преобразуются в аналоговые или цифровые электрические сигналы, которые по электропроводке поступают в вычислитель (-и) системы управления. Одновременно туда же поступают сигналы от датчиков угловых скоростей, перегрузок, углов атаки и скольжения, вычислителя системы воздушных сигналов и целого ряда других устройств. Вычислитель ЭДСУ в соответствии с заложенными в него алгоритмами управления преобразует эти сигналы в управляющие электросигналы приводов органов управления. При этом он также выполняет функции ограничителя предельных режимов полёта: не допускает превышения установленных ограничений по перегрузке, углу атаки и другим параметрам. Таким образом значительно снижается вероятность попадания самолёта в нежелательные режимы полёта: сваливание, штопор и т. д.
Для большинства важнейших систем самолёта ключевыми факторами обеспечения безопасности полёта являются надёжность их функционирования. Это имеет самое непосредственное отношение к ЭДСУ. На борту самолёта имеется несколько (два, три или четыре) параллельно работающих каналов управления с вычислителями, с их собственными датчиками, преобразователями и электропроводкой. Система контроля сравнивает сигналы каналов между собой в нескольких ключевых точках и способна «проигнорировать мнение» вычислителя, который выдает неверные данные, определяемые как превышение допустимого порога погрешности (такой контроль, основанный на сравнительном анализе сигналов каналов, называется «кворумирование», а схема сравнительного анализа — «кворум-элементом»). Помимо контроля сигналов каналов управления часто применяется многоуровневый дополнительный контроль сигналов на соответствие параметрам, вплоть до проверки качества электропитания, поступающего в ЭДСУ (и которое также дублируется). В результате вероятность полного отказа ЭДСУ пассажирских самолётов составляет менее {\displaystyle 10^{-9}}, а военных — менее {\displaystyle 10^{-7}} на 1 час полёта, то есть такой отказ практически невозможен при полной исправности всех элементов электроснабжения воздушного судна.
В то же время, несмотря на очень высокую надёжность элементов и многократное дублирование, стопроцентной гарантии надёжности системы в целом добиться невозможно, поэтому дублируются не только каналы управления, но и режимы управления, позволяющие в случае отказа переходить на упрощённый режим пилотирования (Direct mode). Система проектируется именно с расчётом на многочисленные отказы, причём основной проблемой разработчиков является задача предусмотреть все теоретически возможные варианты развития событий.

## Преимущества и недостатки
Преимущества
- Исключается механическая проводка управления, что позволяет добиться лучших массогабаритных показателей и в некоторой степени упрощает техническое обслуживание.
- Появляется возможность использовать в управлении очень сложные алгоритмы, физически невозможные для человека, и, например, управлять аэродинамически неустойчивыми самолётами (на гражданских самолётах это повышает экономичность, на военных — манёвренность).
- Система умнее и быстрее, полностью контролирует действия лётчика и не позволяет выйти на опасные режимы — присутствует многоуровневая «защита от дурака».
- Система может парировать (противодействовать) каким либо аэродинамическим возмущениям таким как боковой ветер, турбулентность и т.д.

Недостатки
- Трудность обеспечения достаточной надёжности ЭДСУ, поэтому для повышения помехозащищенности в 2020-х годах планируется перейти на массовое внедрение технологии Fly-by-Light (управление летательными аппаратами на основе оптоволоконной передачи команд).
- Система требует очень высокой квалификации наземного персонала.
- В некоторых вариантах исполнения ЭДСУ, примененных на самолётах фирмы Airbus, а также Сухой Суперджет 100 командные рычаги различных членов экипажа никак не связаны между собой, отсутствует приоритет команд и выполняется усреднённая величина отклонения РУС. В результате, в стрессовой обстановке аварийной ситуации рули самолёта выполняют среднее арифметическое перемещение РУС нередко хаотичных команд, что приводит к трагическим последствиям (Авиакатастрофа над Атлантическим океаном 1 июня 2009 года). В то же время на всех остальных самолётах, при наличии ЭДСУ, имеется связь между командными рычагами обоих лётчиков: жесткая механическая на Боингах 777 и 787, Embraer E-Jet , Ту-204, Ту-160 и Бе-200, электронная на МС-21, позволяющая исключить подобные опасные ситуации.